# Llibert
Llibert (Libertus o Libertini) que vol dir "el que és alliberat (pel seu amo)" era una classe social romana formada pels esclaus alliberats; els fills dels lliberts eren llibertins (libertini) en temps d'Appi Claudi, però aquest sentit es va perdre i libertus i libertini van esdevenir sinònims. Llibertí va passar a ser una persona amb poca contenció sexual.
La manumissió es podia obtenir de tres maneres:
- Vindicta
- Census
- Testamentum

Si rebia la manumissió en deguda forma, esdevenia civis romanus (ciutadà romà), però si mancava algun requisit esdevenia un llatí i algunes vegades només un deditici. Això creava tres tipus de lliberts:
- Cives Romani
- Latini Juniani (vegeu lex Junia Norbana)
- Dediticii

Els cives romani encara quedaven vinculats al seu patró que mantenia certs drets; els llatins junians tenia diverses incapacitats legals (per exemple no podien testar, ni rebre llegats testamentaris excepte en fideïcomís, ni nomenar tutors).
Luci Vitruvi Cerdó va ser un llibert.
Els fills dels lliberts eren Ingenus.